# Jan XI.
Jan XI. (910? Řím – prosinec 935? Řím) byl papežem od února nebo března 931 až do své smrti.

## Život
Totožnost otce Jana XI. nebyla spolehlivě doložena. Podle řady badatelů jím byl papež Sergius III., jiní se však přiklánějí k názoru, že jím byl Alberic I., vévoda ze Spoleta († 925). Pokud by jím byl papež, byl by Jan XI. jediným historicky známým nelegitimním synem papeže, který se papežem sám stal. Papežem byl sice také sv. Silverius, syn papeže sv. Hormisdase († 523), v tomto případě však šlo o potomka manželského.

## Odkazy

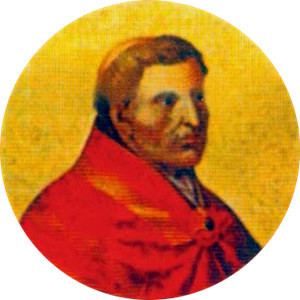
Portrét papeže Jana XI. v bazilice sv. Pavla za hradbami